# Rosalie Ham
Rosalie Ham (geboren am 13. Januar 1955 in Jerilderie) ist eine australische Autorin, die durch ihren Debütroman The Dressmaker (2000) und dessen Verfilmung im Jahr 2015 international bekannt wurde.

## Leben
Ihre Jugend und Kindheit verbrachte sie in ihrem Geburtsort Jerilderie, 1972 schloss sie ihre Schulausbildung an der Margaret’s School in Berwick ab. Die folgenden Jahre nutzte sie, um herumzureisen und in verschiedenen Berufsfelder zu arbeiten. Mitte der 80er fing sie an zu studieren und schloss 1989 mit einem Bachelor of Education an der Deakin University ab. 2007 erwarb sie am RMIT Melbourne einen Master in Kreativem Schreiben.

## Werk
Seit dem Jahr 2000 veröffentlichte Rosalie Ham drei Romane, ihren Debütroman „The Dressmaker“ im Jahr 2000, „Summer in Mount Hope“ im Jahr 2005 und „There should be more dancing“ in 2011.
Ihre Bücher verkauften sich bislang über 50.000 mal, international bekannt wurde sie durch die Verfilmung ihres ersten Romans im Jahr 2015 mit Kate Winslet in der Hauptrolle.